# حزب البعث العربي
حزب البعث العربي (1940-1947) حزب سياسي كان ينادي بالقومية العربية أسسه زكي الأرسوزي في سوريا في عام 1940.
كان الأرسوزي سابقا عضوا في عصبة العمل القومي لكنه غادر في عام 1939 بعد وفاة زعيمه الشعبي وغرق حزبه في حالة من الفوضى ثم أسس الحزب القومي العربي قصير العمر في عام 1939 وحله في وقت لاحق من ذلك العام. شكل حزب البعث العربي في عام 1940 وتأثرت آرائه بميشيل عفلق الذي أسس جنبا إلى جنب مع الشريك الأصغر صلاح الدين البيطار حركة إحياء العرب في عام 1940 التي سميت لاحقا حركة البعث العربي في عام 1943. على الرغم من أن عفلق كان متأثرا به لم يتعاون الأرسوزي في البداية مع حركة عفلق. كان الأرسوزي يشتبه في أن وجود حركة إحياء العرب التي كانت تسمى في بعض الأحيان «البعث العربي» خلال عام 1941 كان جزءا من مؤامرة إمبريالية لمنع نفوذه على العرب من خلال خلق حركة تحمل نفس الاسم.
حدث نزاع كبير بين تحركات الأرسوزي وعفلق عندما تخلت عن قضية ثورة رشيد عالي الكيلاني الذي قام بها رشيد عالي الكيلاني والحرب الأنجلو-عراقية اللاحقة. دعمت حركة عفلق حكومة الكيلاني وحرب الحكومة العراقية ضد البريطانيين ونظمت متطوعين للذهاب إلى العراق والقتال من أجل الحكومة العراقية. ومع ذلك عارض الأرسوزي حكومة الكيلاني معتبرا أن الانقلاب كان ضعيف التخطيط وفشل. في هذه المرحلة فقد حزب الأرسوزي الأعضاء والدعم الذي نقل إلى حركة عفلق.
بعد ذلك انهار تأثير الأرسوزي المباشر في السياسة العربية بعد أن طردته سلطات فرنسا الفيشية من سوريا في عام 1941. كان العمل السياسي الرئيسي في عفلق هو دعمه للحرب اللبنانية من الاستقلال عن فرنسا في عام 1943. اندمجت الحركتان في نهاية المطاف في عام 1947 دون تدخل الأرسوزي.